# Герцогенбухзее
Герцогенбухзее (нім. Herzogenbuchsee) — громада  в Швейцарії в кантоні Берн, адміністративний округ Верхнє Ааргау.

## Географія
Громада розташована на відстані близько 33 км на північний схід від Берна.
Герцогенбухзее має площу 9,8 км², з яких на 27% дозволяється будівництво (житлове та будівництво доріг), 37,1% використовуються в сільськогосподарських цілях, 35,1% зайнято лісами, 0,8% не є продуктивними (річки, льодовики або гори).

## Демографія
2019 року в громаді мешкало 7255 осіб (+7,2% порівняно з 2010 роком), іноземців було 18,9%. Густота населення становила 739 осіб/км².
За віковим діапазоном населення розподілялося таким чином: 20,1% — особи молодші 20 років, 58,6% — особи у віці 20—64 років, 21,3% — особи у віці 65 років та старші. Було 3261 помешкань (у середньому 2,2 особи в помешканні).
Із загальної кількості 4187 працюючих 42 було зайнятих в первинному секторі, 1520 — в обробній промисловості, 2625 — в галузі послуг.